# Shinpan-daimyō
El Shinpan-daimyō (亲藩) és un terme japonès per a referir-se al governador d'un han reconegut com a parent del shogun Tokugawa. Mentre que tots els shinpan eren reconeguts com a familiars del shogun, no tots els familiars eren reconeguts com a shinpan, un clar exemple és el cas del clan Matsudaira del Domini d'Okudono. Els shinpan-daimyo eren també coneguts com a Kamon daimyo (家门大名). Entre alguns shinpan es trobaven els integrants del clan Gosanke, del clan Matsudaira d'Aizu, el clan Matsudaira del domini Fukui, entre d'altres.